# Lleno, por favor

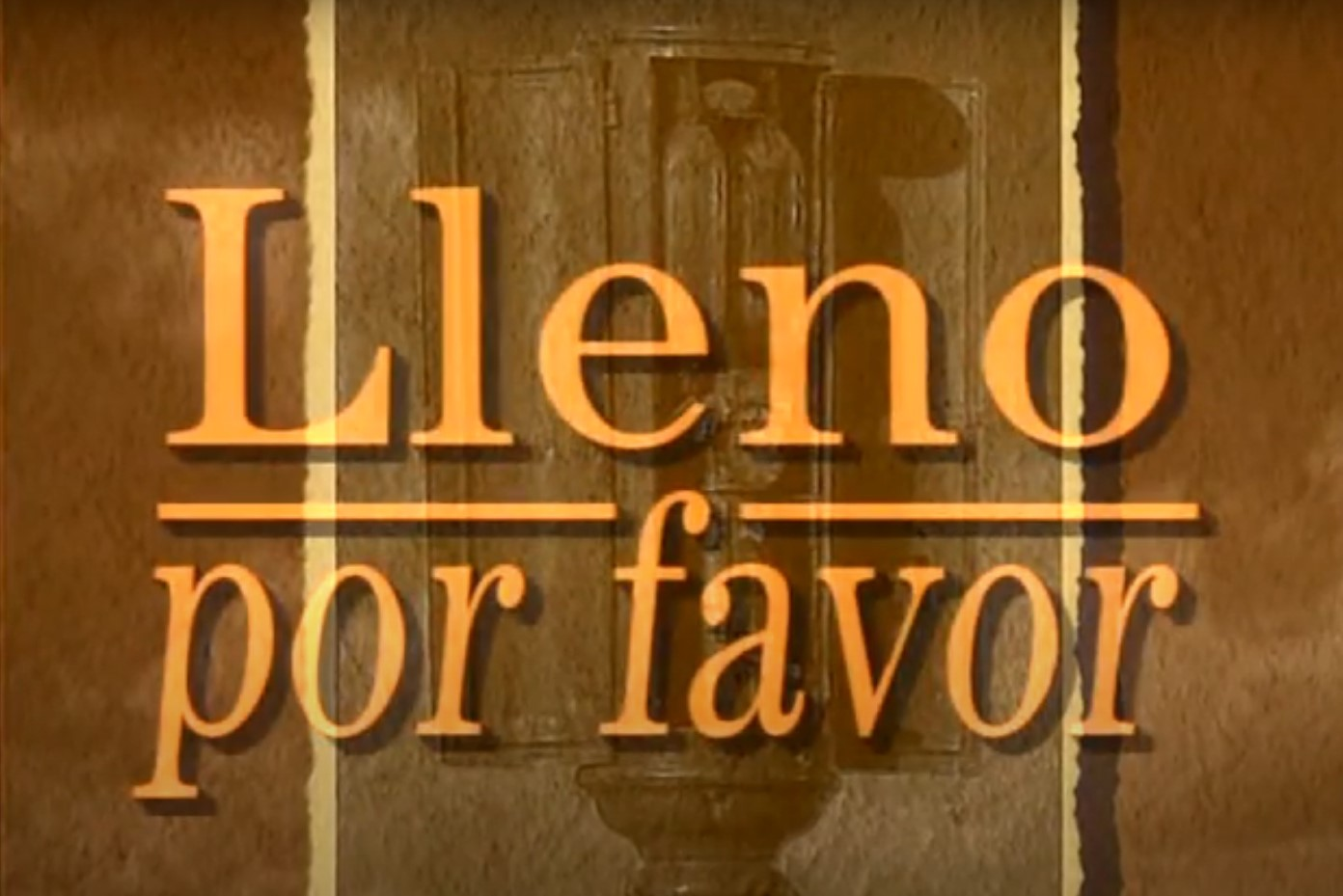
Fotograma amb la capçalera de la sèrie.

Lleno, por favor va ser una sèrie espanyola de comèdia d'Antena 3, creada per Vicente Escrivá i guió de José Antonio Escrivá i produïda per ASPA produccions, emesa en 1993. Es va rodar en la localitat madrilenya de Meco.

## Argument
L'argument es desenvolupa en una gasolinera dels afores d'un petit poble anomenat Sotoalto, a la comarca d'Alcalá. L'amo, Don Pepe (Alfredo Landa) és un nostàlgic que "només creu en Déu, en Franco i en Don Santiago Bernabéu" i que no parava de dir-se a si mateix "Pepeeee, que no t'aixequin la camisa". A la gasolinera es viuran moltes situacions insòlites protagonitzades per Don Pepe, la seva dona Doña Filo (Beatriz Carvajal), la seva filla Trini (Lydia Bosch) i els dos empleats, "Gasofa" (Micky Molina) i Sátur (Jesús Cisneros). Sátur i Trini són amics des de la infància i no s'atreveix a declarar-li l'enamorat que està d'ella, d'altra banda "Gasofa" és un personatge amb una peculiar manera d'expressar-se.

## Repartiment
Personatges principals
- Alfredo Landa - Don Pepe
- Beatriz Carvajal - Doña Filo
- Lydia Bosch - Trini
- Micky Molina - "Gasofa"
- Jesús Cisneros - Satur
- Alejandro Álvarez -
- "Rufi" (orfe acollit per Don Pepe)

Personatges Secundaris
- Antonio de la Torre - "Pelopincho"
- Luis Barbero - Jaime Segarra
- Jesús Guzmán - "El Marqués"
- Santiago Ramos - Manolo (germà de Don Pepe)
- Nicolas Dueñas - Padre Emilio
- Santiago Urrialde - Marcelino (el repartidor de la premsa)
- José María Rueda - Cabo Basilio
- Miguel Ortiz - Teo (el camioner)
- Jesús Daniel de la Casa Félix (el gangós)
- Lucio Romero - Sebas
- Saturnino García - L'Alcalde
- Ismael Abellán - Ceferino
- Julio Cabañas - El lleter
- Rafael Hernández - El gruïsta
- Isabel Serrano - Caridad
- Manuel Andrés - Requejo
- Antonio de la Fuente - "Machaquito" (torero)

Personatges invitats
- José Conde - Ledesma
- José Sancho - Coque (gigoló)
- Ana Duato
- Roberto Cairo - "El nutria"

## Capítols
Capítol 1: Operación Salida

Capítol 2: Él no lo hubiera hecho

Capítol 3: Pelotas con plomo

Capítol 4: La carne es débil

Capítol 5: Compañera, te doy y no "cierva"

Capítol 6: Polvo eres, Hernández

Capítol 7: Rambo Gil

Capítol 8: El vudú

Capítol 9: Cine Made in Spain

Capítol 10: Totus tuus

Capítol 11: Aquí mando yo

Capítol 12: ¿Quién sabe donde?

Capítol 13: Y que cumplas muchos más

## Audiències
- 4 d'octubre 1993: 5.029.000 espectadors (31,8%)
- 11 d'octubre 1993: 4.705.000 espectadors
- 18 d'octubre 1993: 5.998.000 espectadors (35,0%)
- 25 d'octubre 1993: 5.352.000 espectadors
- 1 de novembre 1993: 6.390.000 espectadors (39,6%)
- 8 de novembre 1993: 5.962.000 espectadors
- 15 de novembre 1993: 6.665.000 espectadors (37,5%)
- 22 de novembre 1993: 6.541.000 espectadors (36,7%)
- 29 de novembre 1993: 6.570.000 espectadors (38,4%)
- 6 de desembre 1993: 5.352.000 espectadors
- 13 de desembre 1993: 6.483.000 espectadors (37,7%)
- 20 de desembre 1993: 7.037.000 espectadors (41,4%)
- 27 de desembre 1993: 7.131.000 espectadors (42,1%)